# Vári-Voúla-Vouliagméni
Vári-Voúla-Vouliagméni (grec moderne : Βάρη-Βούλα-Βουλιαγμένη) est un dème situé dans le district régional de l'Attique de l'Est dans la périphérie de l'Attique en Grèce. La municipalité de Vári-Voúla-Vouliagméni a été créée en 2011 par la fusion des dèmes de Vári, de Voúla et de Vouliagméni, devenus des districts municipaux.

## Galerie

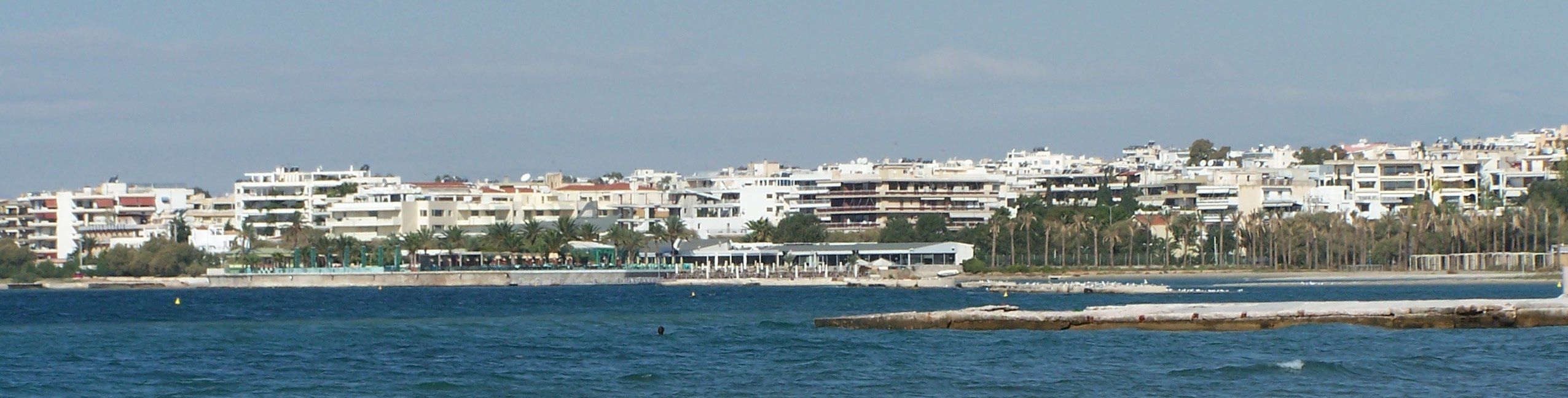
Le front de mer de Voúla

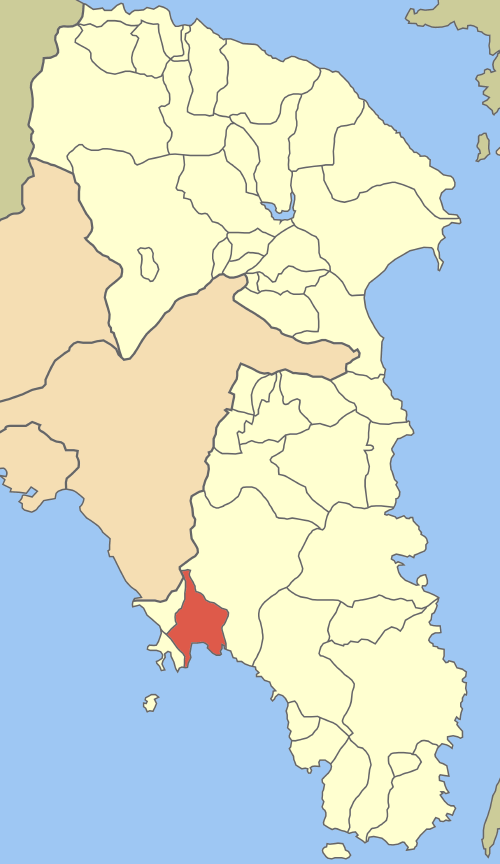
Le district municipal de Vári
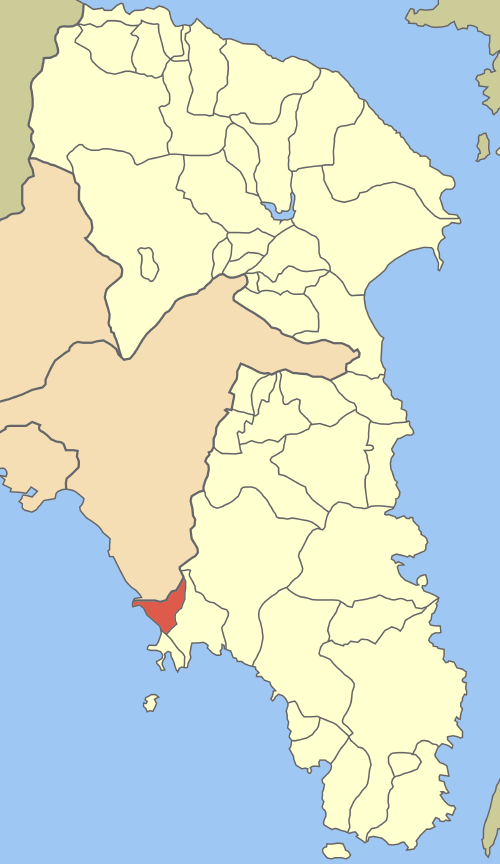
Le district municipal de Voúla
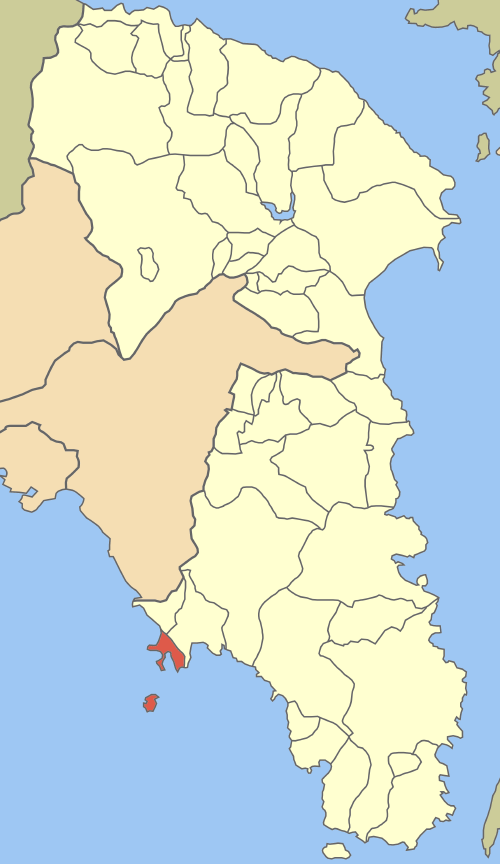
Le district municipal de Vouliagméni
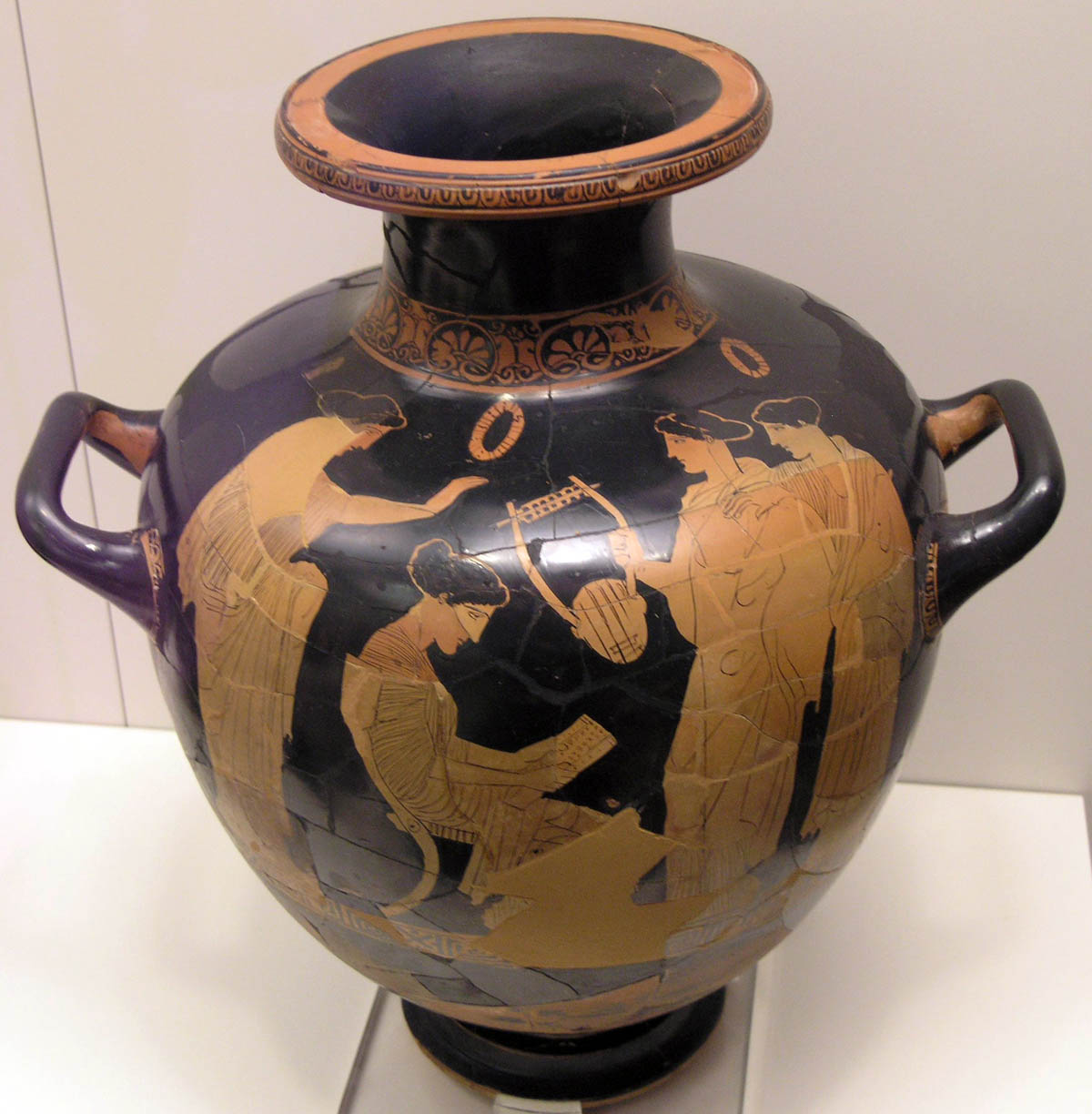
La poétesse Sappho, assise, lit un de ses poèmes dans un recueil à trois amies-élèves qui l'entourent. Vári, œuvre du groupe de Polygnote, vers 440-430 a. C. Musée national archéologique d'Athènes, no 1260.
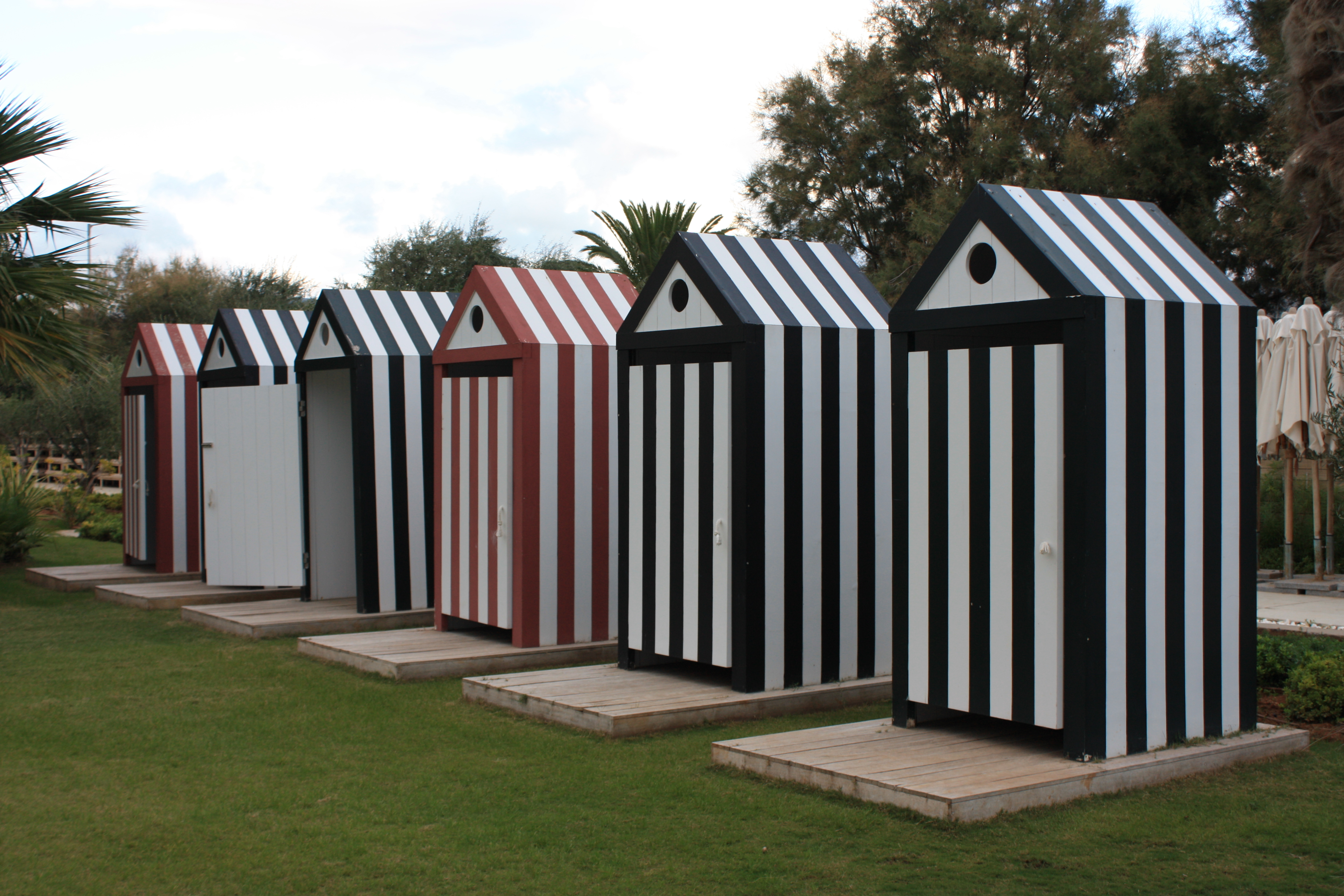
Cabines de plage à l'Astir Palace, complexe hôtelier de Vouliagméni
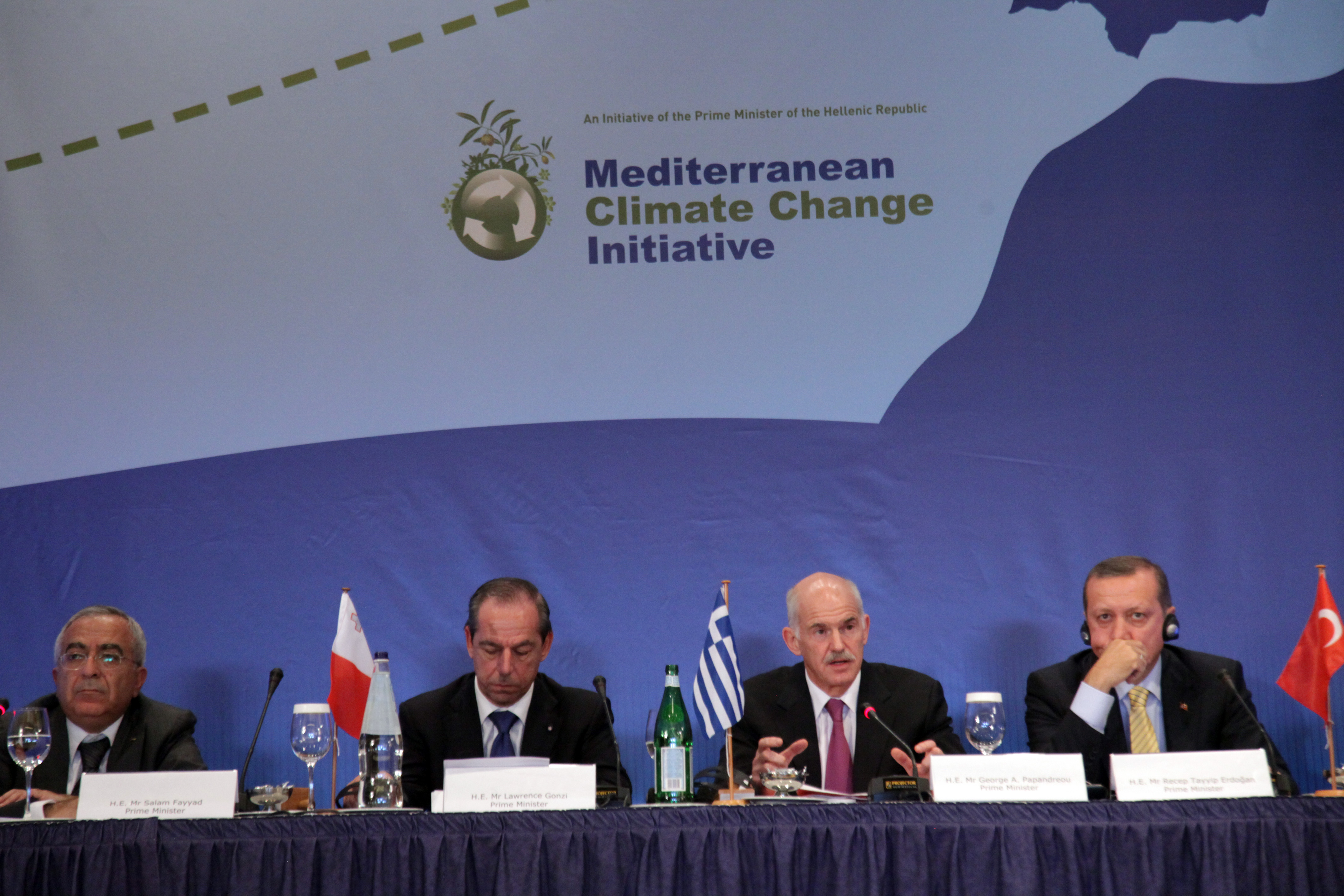
Les Premiers Ministres Salam Fayyad (Palestine), Lawrence Gonzi (Malte), Georges Papandréou (Grèce) et Recep Tayyip Erdoğan (Turquie) en sommet à l'Astir Palace de Vouliagméni, le 22 octobre 2010
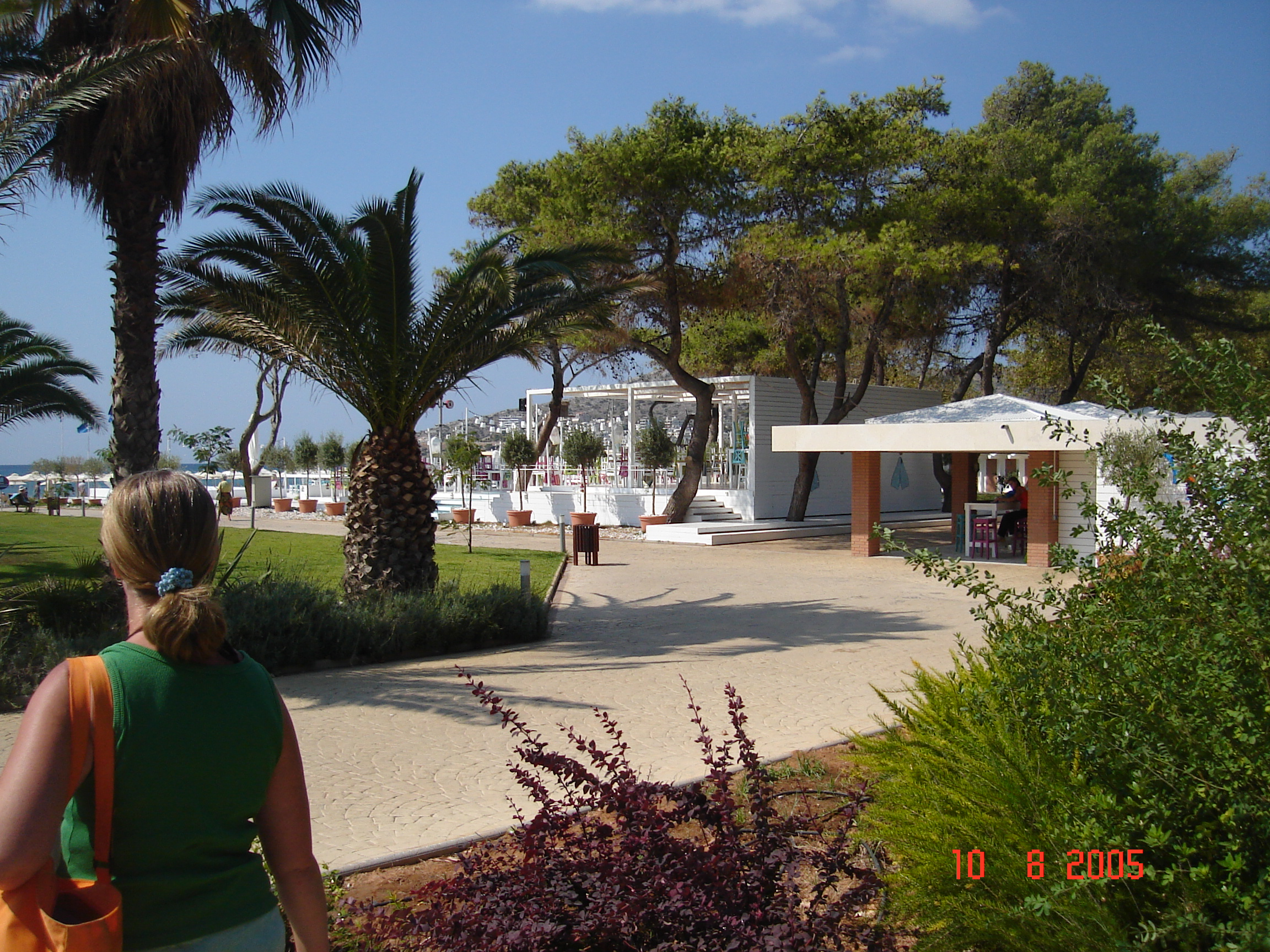
Les installations balnéaires de Varkiza, à Vari